# 奚卜蘭島
奚卜蘭島（海岸阿美語：Ci'poran，意為在河口），又稱獅球嶼，日治時代稱作辨天島，是位於台灣花蓮縣豐濱鄉港口村及靜浦村秀姑巒溪入海口中央的一座島嶼，面積大約相當於半個足球場。奚卜蘭島雖然長期遭到海水侵蝕和河水沖刷，但由於其有火山集塊岩構成，地質結構十分堅硬，因此能夠屹立至今。奚卜蘭島的東側在海水侵蝕和地殼隆起的雙重作用之下形成了兩階海蝕平台，具有海蝕洞景觀。奚卜蘭島也被劃入花東沿海保護區。

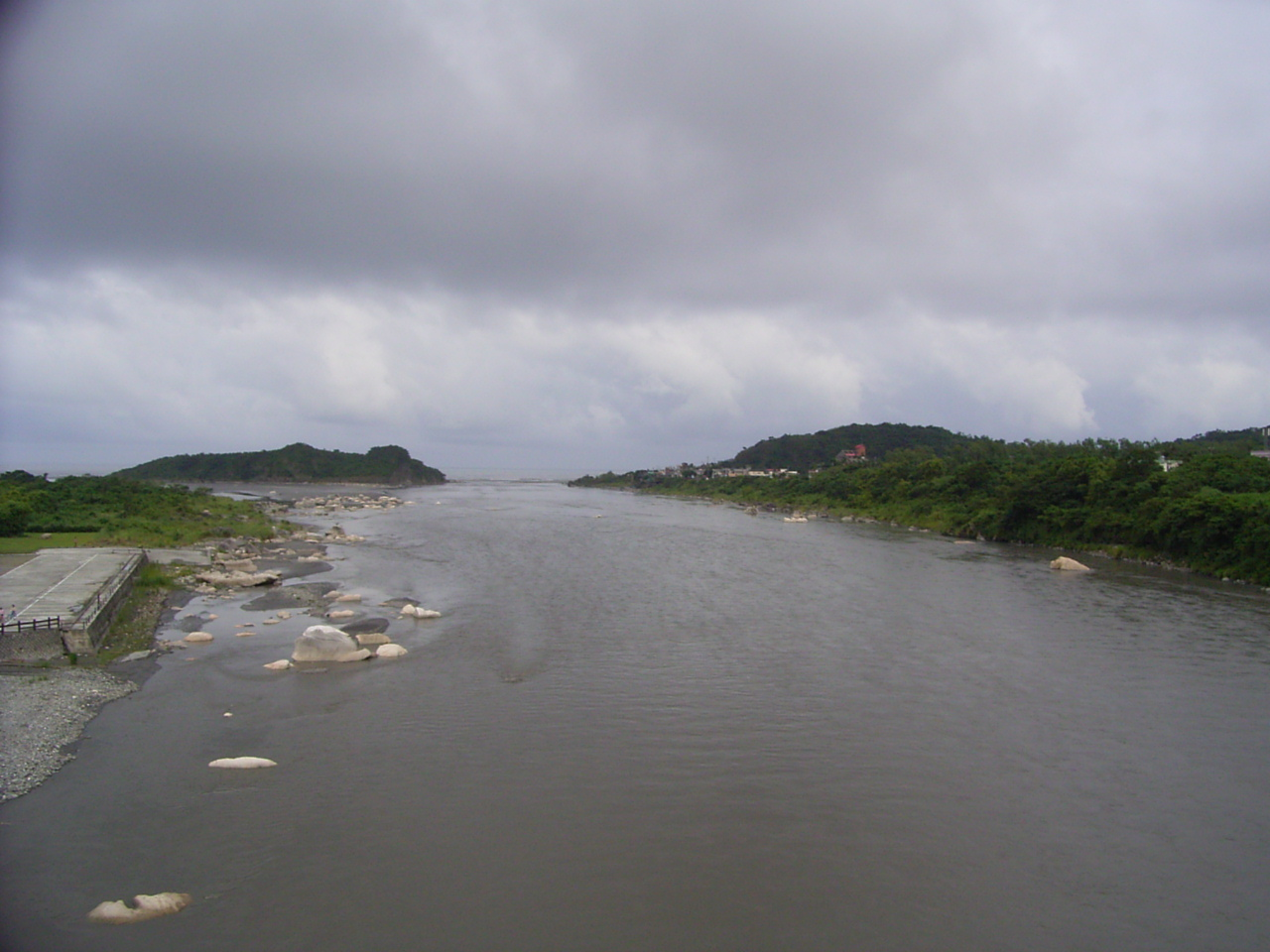
秀姑巒溪出海口孤立的奚卜蘭島

## 地理

### 地質
奚卜蘭島由都巒山層火山集塊岩所構成，因岩質堅硬而形成突出的地形。

### 生態
奚卜蘭島的植物群落分成海岸林、荊棘林、放牧草原、岩礁植群及砂原植群。島上分布有乾溝飄拂草、脈耳草、馬鞍藤、刺芒野古草、越橘葉蔓榕、月桃、車桑子、魯花樹、血桐、九節木、白茅、山鹽青、大頭茶、束草以及外來種大花咸豐草、帚馬蘭。